# Greg Brown (cầu thủ bóng đá, sinh năm 1978)
Greg Jonathan Brown (sinh ngày 31 tháng 7 năm 1978) ở Wythenshawe, Manchester, Anh, là một cầu thủ bóng đá người Anh đã giải nghệ thi đấu ở vị trí tiền vệ cho nhiều đội bóng ở Football League.